# Illawarra
Illawarra es una región costera del estado australiano de Nueva Gales del Sur, ubicada en el sureste del país. Limita al norte con la región de la Costa Sur y al sur con Sídney. Comprende las ciudades de Wollongong y Shellharbour, así como la localidad costera de Kiama. Wollongong es la ciudad más grande de Illawarra, con 240 000 habitantes, seguida de Shellharbour, con 70 000, y Kiama, con 10 000. Estas tres ciudades tienen sus propios suburbios. Wollongong se extiende desde Helensburgh, al norte, hasta Windang, al sur, y limita con Maddens Plains y Cordeaux, al oeste.
La región de Illawarra se caracteriza por tres distritos distintos: el distrito centro-norte, que es una expansión urbana contigua centrada en el lago Illawarra, el distrito occidental definido por la escarpa de Illawarra, que conduce a la periferia del Gran Sydney Metropolitano, incluido Macarthur en el noroeste, y la región de las Tierras Altas del Sur en el suroeste, que históricamente es semirural, pero ahora definida por una creciente urbanización.

## Etimología
La palabra " illawarra " deriva del término aborigen tharawal " allowrie ", que a veces también se escribe " elouera " o " eloura ". Según A.W. Reed, la palabra setraduce como "lugar agradable cerca del mar" o "lugar elevado cerca del mar".  El prefijo " illa " también significa "arcilla blanca"; el sufijo " warra ", a veces escrito como " wurra ", significa "montaña" en la lengua indígena local.  George Bass y Matthew Flinders fueron los primeros europeos en visitar la zona; Flinders dejó constancia de que «los nativos la llamaban " Allowrie "».
Durante el período cercano a 1806, la región se denominó "Cinco Islas", en referencia al grupo de cinco islas frente a Red Point.  En 1817 el gobernador Macquarie, refiriéndose a la región, escribió: 'parte de la costa conocida generalmente con el nombre de las Cinco Islas, pero llamada por los nativos " Illawarra ".

## Historia
Las pruebas arqueológicas indican que los aborígenes habitaron la región de Illawarra durante al menos los últimos 20 000 años, antes de la llegada de los colonos europeos. Los pueblos Tharawal y Wadi Wadi eran los custodios tradicionales de las tierras que rodean el lago Illawarra.
La primera exploración europea registrada de Illawarra la llevaron a cabo Matthew Flinders y George Bass en 1796. La región permaneció en gran parte inexplorada hasta 1815, cuando una sequía en Sídney impulsó a los colonos a buscar nuevas tierras de pastoreo. Ese año, algunos de los guardianes tradicionales guiaron a los colonos europeos y a su ganado por la escarpa hasta la zona.

## Geografía

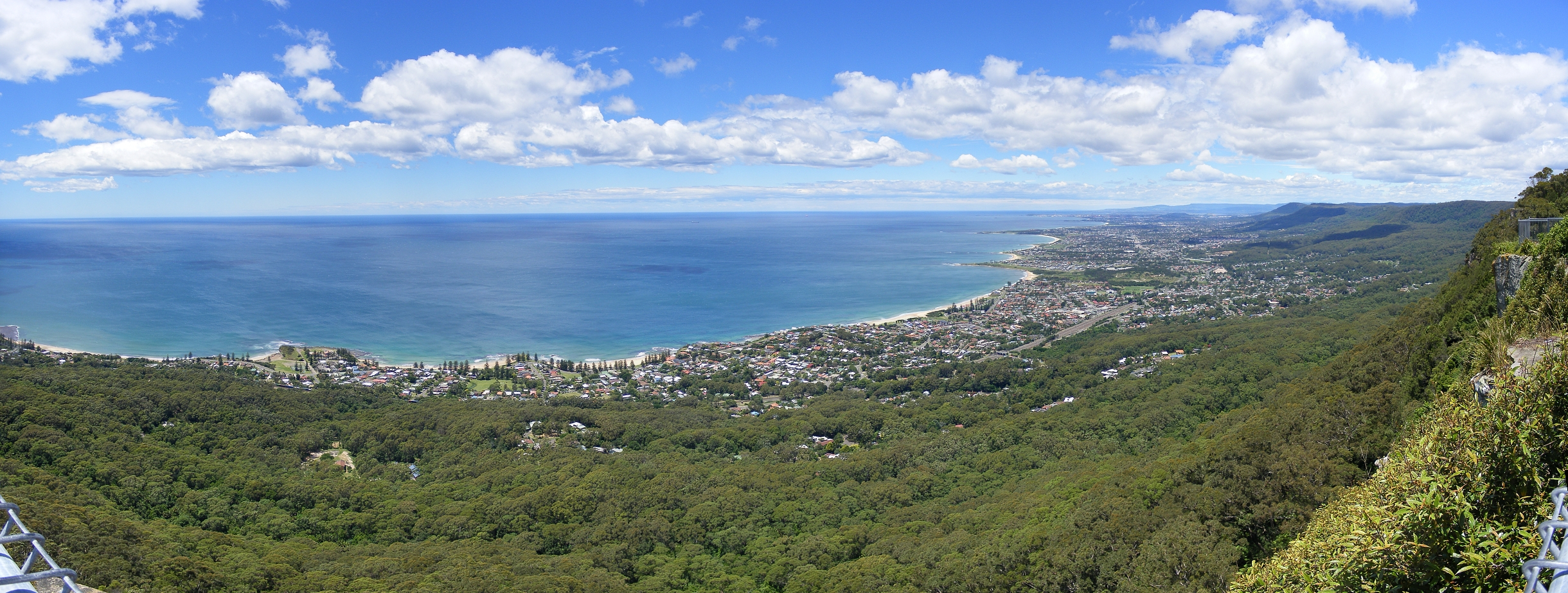
Mirador desde el acantilado de Illawarra sobre Wombarra hacia la llanura norte de Illawarra, con vistas a Austinmer, Thirroul, Bulli, Wollongong y hasta Port Kembla a lo lejos.

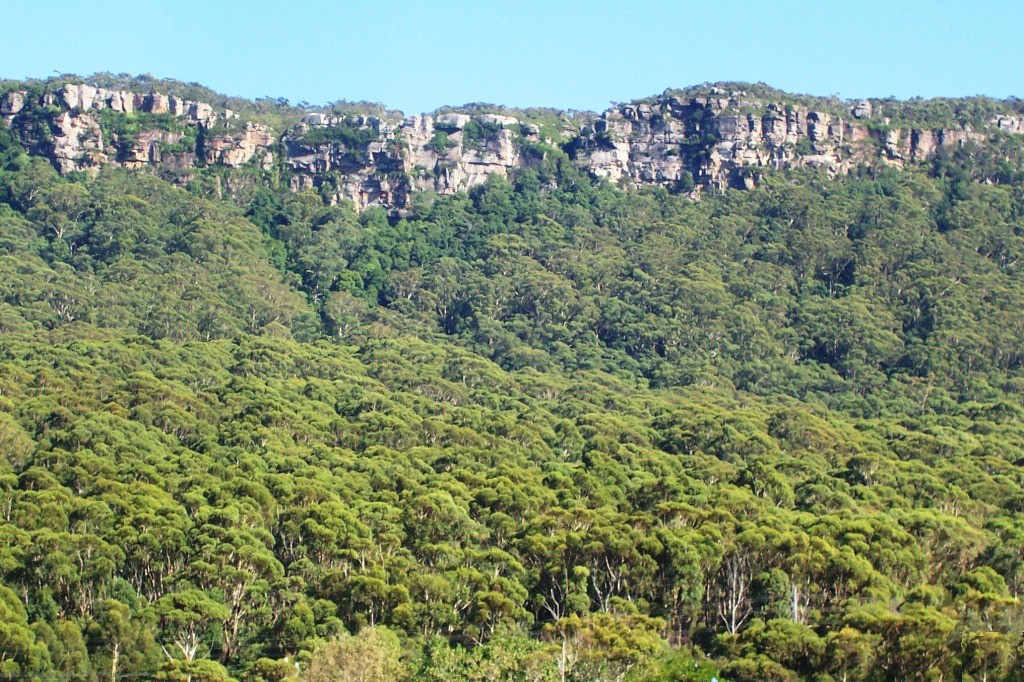
Escarpa de Illawarra sobre Austinmer, que muestra arenisca de Hawkesbury, selva tropical y bosque de eucaliptos.

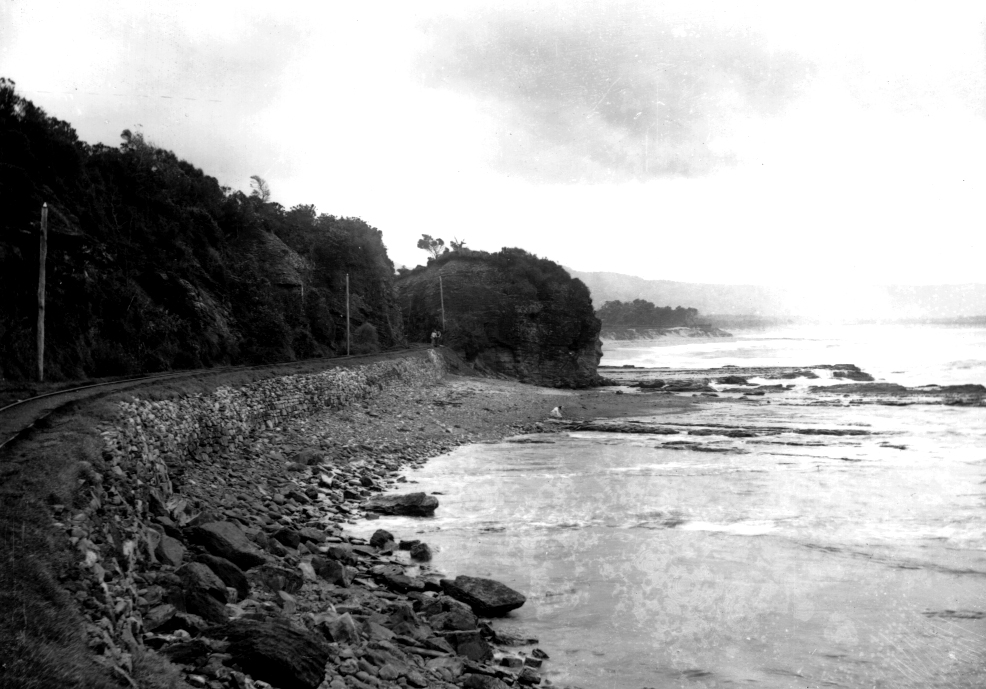
Una sección de la costa de Illawarra, c. 1900

La región consiste en una llanura costera cubierta de hierba, estrecha al norte y más ancha al sur, delimitada por el mar de Tasmania al este y la escarpadura montañosa e infranqueable de Illawarra, que forma el borde oriental de la meseta de las Tierras Altas del Sur, al oeste. En el centro de la región se encuentra el lago Illawarra, un lago poco profundo formado por la acumulación de sedimentos en la entrada de una bahía. El distrito se extiende desde las colinas del sur del Parque Nacional Real en el norte hasta el río Shoalhaven en el sur, y alberga la ciudad de Wollongong, la cuarta zona urbana más grande de Nueva Gales del Sur.
Al norte de Wollongong, la llanura se estrecha hasta convertirse en una pequeña franja de tierra entre la costa y la escarpa. En Coalcliff y Stanwell Park se forman pequeños valles que permiten la creación de nuevos asentamientos. Hacia el sur se ensancha y se vuelve cada vez más accidentada antes de llegar a Stockyard Mountain, una larga divisoria que separa la llanura principal del valle de Jamberoo, y que se extiende hasta Kiama. Al sur de esta localidad se encuentran la montaña Saddleback y, más allá, las llanuras de Shoalhaven y el afloramiento de la montaña Coolangatta.

### Ecología

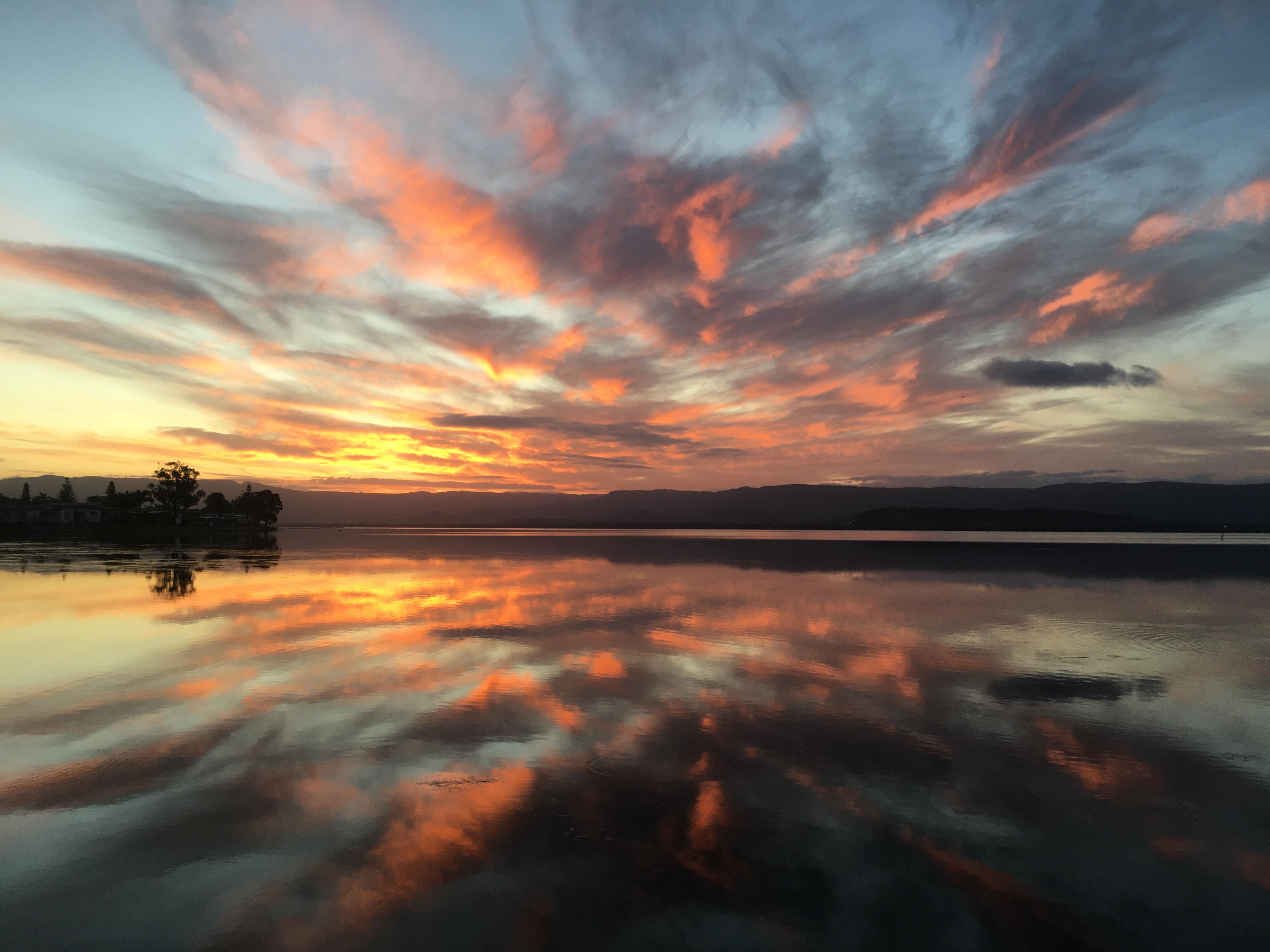
Atardecer en Illawarra

Desde el punto de vista ecológico, la región de pastizales costeros de Illawarra pertenece a la ecorregión de bosques y pastizales de las tierras bajas de Illawarra. Las especies arbóreas características de la región son Eucalyptus tereticornis, Eucalyptus eugenioides, Eucalyptus longifolia, Eucalyptus bosistoana y Melaleuca decora. Entre las especies arbustivas se encuentran Acacia mearnsii, Dodonaea viscosa y también la en peligro de extinción Pterostylis gibbosa.
Las zonas elevadas y húmedas de Illawarra, donde las precipitaciones superan los 1.300 mm, se encuentran dentro de los biomas de los bosques esclerófilos húmedos de las tierras bajas meridionales y los bosques esclerófilos húmedos de las escarpaduras meridionales, que suelen presentar bosques de eucaliptos altos y compactos de entre 30 y 60 m de altura y un sotobosque que incluye arbustos húmedos, helechos arborescentes, algunas enredaderas y una cubierta herbácea ininterrumpida. La selva subtropical de Illawarra-Shoalhaven se encuentra en la región.

## Administración pública
A efectos de las elecciones federales australianas a la Cámara de Representantes, la región de Illawarra está comprendida en las divisiones electorales de Cunningham, Whitlam y el extremo norte de Gilmore.
A los efectos de las elecciones de Nueva Gales del Sur para la Asamblea Legislativa de Nueva Gales del Sur, la región de Illawarra está incluida en los distritos electorales de Wollongong, Keira, Shellharbour, Heathcote y Kiama .
A efectos de administración local, la región de Illawarra comprende las ciudades de Wollongong y Shellharbour, así como el municipio de Kiama.
- La ciudad de Wollongong se extiende desde Helensburgh hasta el lago Illawarra, y el suburbio costero más septentrional es Helensburgh. Los suburbios más meridionales son Windang, Yallah y Haywards Bay.
- La ciudad de Shellharbour está al sur de Wollongong, y se extiende desde Albion Park Rail, en el norte, hasta Dunmore, cerca del río Minnamurra, al sur, y desde Macquarie Pass, cerca de la escarpa, hasta Barrack Point y Shellharbour, al oeste. Limita al este con el océano, desde el lago Illawarra hasta Warilla y Barrack Point.
- El municipio de Kiama se encuentra al sur de la ciudad de Shellharbour y se extiende desde el río Minnamurra, al oeste de Bald Hill, hasta unos cuatro kilómetros al sur de Gerroa.

## Economía
Las principales industrias de la zona han sido tradicionalmente la agricultura, la minería del carbón y la siderurgia. La mayor acería de Australia, BlueScope, tiene su sede en Port Kembla. La zona, especialmente los alrededores de Port Kembla y Wollongong, era conocida por sus empleos industriales, pero desde la década de 1990 el comercio ha ido adquiriendo una importancia cada vez mayor en la ciudad, hasta el punto de superar a la industria en muchos sectores.
El ganado Illawarra se originó en esta región y actualmente es la tercera raza más numerosa de Australia. Son vacas grandes de color rojo oscuro, a veces con manchas blancas. Producen grandes cantidades de leche con alto contenido en grasa butírica y proteínas, y son adecuadas para el clima australiano. La Illawarra Central Co-operative Dairy Factory era utilizada por la Illawarra Central Co-operative Dairy Co. Ltd. para recibir la leche y nata de los ganaderos de la zona.
La minería del carbón ha sido un elemento clave de la economía de Illawarra durante más de doscientos años. La parte meridional de la región ha sido fuente de áridos para la construcción y balasto para las vías férreas durante más de ciento cuarenta años.

## Transporte
La región de Illawarra está comunicada al norte con Sídney por varios puertos, una autopista (Southern Freeway) y un ferrocarril eléctrico (línea ferroviaria de Illawarra); al oeste, por la autopista Illawarra y la carretera de Picton; y al sur, por la autopista Princes Highway. El Aeropuerto Regional de Illawarra da servicio a la región en Albion Park Rail.

## Deporte

### Rugby League
El club de la liga de rugby Illawarra Steelers jugó en la competición de la liga de rugby NSWRL, luego en la NRL, de 1982 a 1998, y actualmente forma la mitad del equipo conjunto St George Illawarra Dragons, que juega seis de sus doce partidos de local en el WIN Stadium en Wollongong. Los Illawarra Steelers todavía presentan equipos en las divisiones inferiores de la liga de rugby.
Muchos jugadores famosos, como Bob Fulton, Graeme Langlands, Mick Cronin, Rod Wishart, Paul McGregor, Craig Fitzgibbon, Luke Bailey, Steve Roach, Garry Jack, Warren Ryan y los hermanos Stewart Brett y Glenn, proceden de la región de Illawarra.

### Baloncesto
Los Illawarra Hawks han representado a la región (anteriormente conocidos como The Hawks y Wollongong Hawks) desde el año de fundación de la NBL, 1979. Ganaron el campeonato de la NBL en 2001 derrotando a los Townsville Crocs 2-1 en la final al mejor de 3. También terminaron como subcampeones en las temporadas 2005 y 2010. El equipo captó la atención mundial cuando la sensación adolescente estadounidense LaMelo Ball anunció en el programa The Jump de ESPN que se unirá a los Hawks a través del programa Next Star de la NBL. En abril de 2020, LaMelo Ball y su representante comercial, Jermaine Jackson, anunciaron que habían comprado los Hawks.

### Fútbol
Los Wollongong Wolves participaron en la extinta NSL, con la que ganaron dos ligas consecutivas en 2000 y 2001. Los Wolves no fueron seleccionados para la A-League, sustituta de la NSL, y en su lugar optaron por competir en la New South Wales Premier League bajo el nombre de Wollongong FC. La organización de los Wolves se vino abajo en 2008 y fue absorbida por el Wollongong Community Football Club. Desde entonces, los Wolves han seguido jugando en la Premier League de Nueva Gales del Sur.

### Cricket
El críquet también se juega en Illawarra desde hace al menos ciento cincuenta años y el Keira Cricket Club se fundó en 1862.

### Waterpolo
El primer partido de waterpolo del que se tiene constancia en Illawarra se celebró en 1894, en un encuentro masculino entre los clubes de natación de Wollongong y Kiama en Brighton Beach. El Kiama Swim Club se impuso por 3-0. Actualmente, el waterpolo se juega en la piscina de la UOW a través del Illawarra Water Polo Club. Cada año, Illawarra también compite en el NSW Country Club Championships, donde los chicos de Illawarra U14 ganaron en 2021.